# Luchino Visconti, la vie comme un roman
Pour plus de détails, voir Fiche technique et Distribution.
Luchino Visconti, la vie comme un roman (Luchino Visconti, la vita come un romanzo) est un film italien de montage, à caractère documentaire, réalisé par Carlo Lizzani, sorti en 1999.

## Synopsis
Carlo Lizzani (1922-2013), réalisateur et scénariste italien, l’un des compagnons de route pendant de longues années de Luchino Visconti (1906-1976), reconstitue avec ce film la vie de l'un des plus brillants réalisateurs du cinéma italien, à partir des lieux où il a passé son enfance et son adolescence : le Palazzo Visconti di Modrone  de la Via Cervia à Milan, et la Villa Erba à Cernobbio sur le lac de Côme. Visconti connaissait bien la société aristocrate dont il était issu et qu’il ne cessa de critiquer par la suite. 

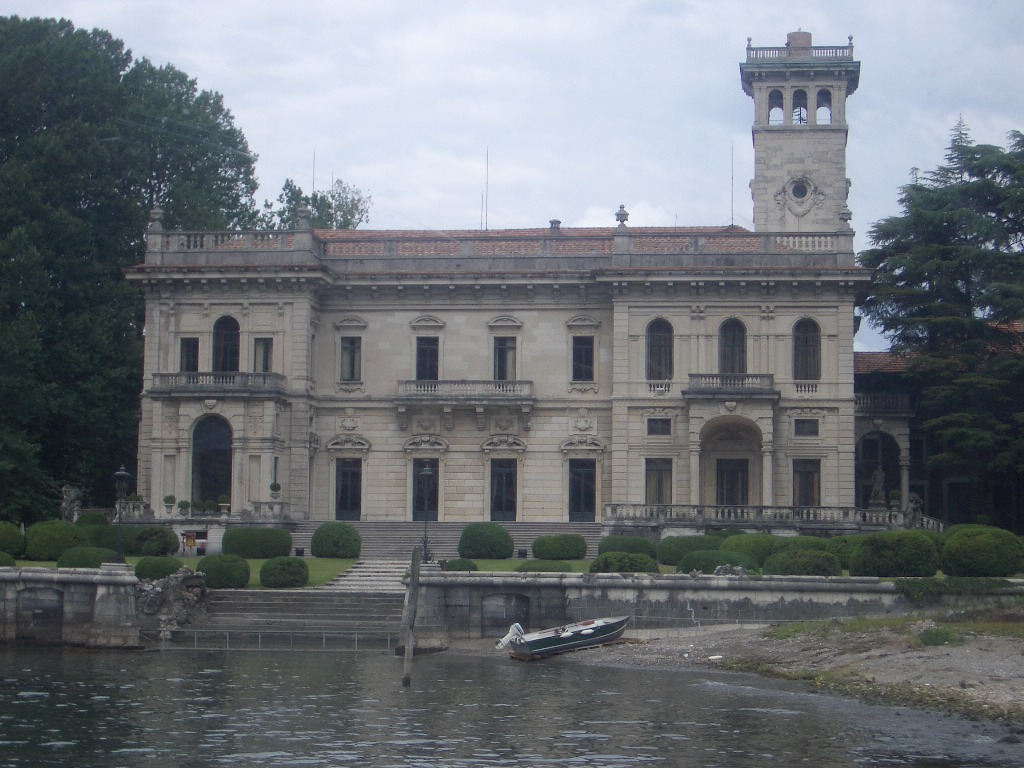
La villa Erba au bord du lac de Côme.

Le documentaire montre également les premières villes où il a travaillé : Côme, Milan et Rome, les lieux où il a tourné : Grand Hôtel des Bains sur le Lido de Venise, et Château de Neuschwanstein, en Bavière, en s’appuyant autant sur des images d’archives que sur des témoignages de Visconti lui-même, ou d'amis et de personnes avec qui il a travaillé, accompagnés de scènes de ses films et de photographies prises pendant les tournages.
Un homme entre sur scène, dégaine son épée et se met à chanter devant un parterre d’aristocrates. Cette image, tirée de Senso (1954), ouvre le documentaire de Lizzani en le plaçant sous le signe de la fougue, car l’appétit artistique de Visconti le conduisit tout naturellement vers le 7ème art.
C’est en France, en 1936, que débuta la carrière cinématographique de Visconti, où il fit la connaissance, par l’intermédiaire de Coco Chanel et de Jean Cocteau, de Jean Renoir, devenant son assistant à la réalisation et au choix des costumes de deux de ses œuvres, Les Bas-fonds et Partie de campagne. Le souci de réalisme du grand cinéaste français le marqua profondément. Avec Renoir, il commença à travailler à une adaptation cinématographique de La Tosca (film, 1941), mais, quand éclata la guerre en 1939, le réalisateur français fut contraint d'abandonner le tournage. Toujours en France, Visconti rencontra des réfugiés italiens, militants de gauche, au contact desquels ses convictions politiques changèrent radicalement.

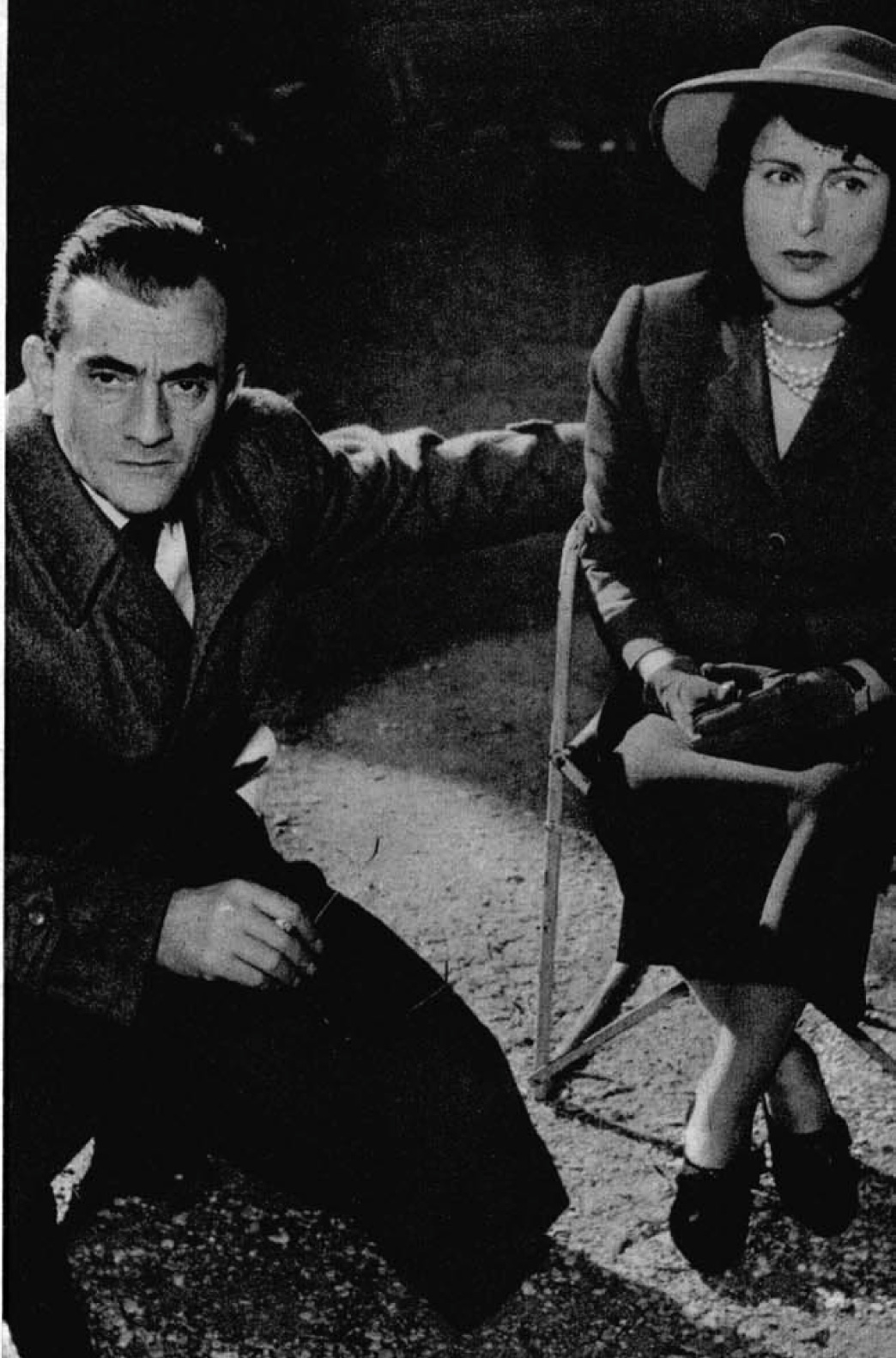
Luchino Visconti et Anna Magnani

De retour en Italie, il participa à la revue Cinema et réalisa Ossessione (Les Amants diaboliques) en 1943 son premier film néoréaliste, suivi du film-documentaire sur les pêcheurs siciliens de La terra trema (La terre tremble) (1948), avant de rencontrer Anna Magnani, l'une des actrices symboles du néo-réalisme italien qu’il dirigea dans Bellissima (1951). Sa profonde connaissance de la littérature et des arts fit que Visconti oscilla constamment entre le cinéma et le théâtre en mettant en scène des pièces de manière provocante. Pour l’opéra, il travailla à plusieurs reprises avec Maria Callas à La Scala de Milan.
À la fin des années soixante, Visconti, éprouvant une fascination pour la littérature et la musique allemandes, élabora le projet d'une « tétralogie allemande » dans laquelle il analysa l'évolution de l'Allemagne de la seconde moitié du XIXe siècle jusqu'en 1933, sur le thème de la décadence de la noblesse, des familles et des couples, en parlant de son rapport avec l’homosexualité  :
La Caduta degli Dei (Les Damnés) (1969), en est le premier film. Il s'agit de l'ascension et de la chute des membres de l'une des familles propriétaires des plus importantes aciéries allemandes pendant la montée du nazisme.
Le deuxième fut Morte a Venezia (Mort à Venise) (1971), tiré de la nouvelle éponyme de Thomas Mann, est une fresque explorant le thème de l'inéluctabilité de la vieillesse et de la mort, associé à la quête de la beauté idéale et inaccessible, dans une Venise merveilleuse, progressivement enlaidie, abîmée par les mesures sanitaires dictées par le service de santé, lorsque se répand dans la ville une épidémie de choléra.
Le troisième et dernier volet fut Ludwig (Ludwig ou le crépuscule des dieux) (1973). Le film raconte l'histoire du roi Louis II (roi de Bavière), la lente déchéance du jeune monarque idéaliste, visionnaire, qui préférait la rêverie, l'art, la beauté, l'amitié et l'amour aux charges du pouvoir, et qui trahit par ceux qu'il aimait, finit par être interné ; il se noya, dans le lac de Starnberg, dans des circonstances assez mystérieuses.
La tétralogie aurait dû se terminer avec une nouvelle adaptation cinématographique d'une œuvre de Thomas Mann, La Montagna incantata (La Montagne magique). Mais, durant le tournage de Ludwig, Visconti fut victime d'un accident vasculaire cérébral qui le laissa à moitié paralysé.
Malgré sa pénible condition physique, il parvint à tourner ses deux derniers films, où les thèmes de la déchéance et de la solitude deviennent de plus en plus marquants :
Gruppo di famiglia in un interno (Violence et passion) (1974), film ouvertement autobiographique, interprété par Burt Lancaster et Helmut Berger 
Et son dernier film, crépusculaire malgré la jeunesse des personnages et de la campagne romaine, L'Innocente (L'Innocent) (1976), librement inspiré du roman de Gabriele D'Annunzio,
Il n’y avait que la mort qui pouvait interrompre l’énergie créatrice de Visconti. Lizzani termine son film par ses funérailles : visages tristes, cercueil noir ; et pourtant la voix off du cinéaste reste présente pour rappeler la cohérence d’une œuvre placée sous le signe du désir.

## Fiche technique
- Titre original : Luchino Visconti, la vita come un romanzo
- Titre français : Luchino Visconti, la vie comme un roman
- Réalisation : Carlo Lizzani
- Auteurs : Luigi Filippo D'Amico et Luchino Visconti
- Chef opérateur : Bruno Di Virgilio
- Photographe de plateau : Enrico Fianchini
- Son : Bruno Pupparo
- Montage : Danilo Perticara
- Musique originale : Franco Mannino
- Orchestre des harmoniques de Palerme sous la direction d’Umberto Bruno
- Effets spéciaux : Gianluca Risita et Cindy Liley
- Producteurs : Laura et Silvia Pettini pour Felix Film
- Consultante générale : Caterina d’Amico de Carvalho
- Coordinatrice générale : Marina Santoro
- Administrateur : Marcello Lanza
- Sociétés de production / diffusion : Felix Film, Rai (audiovisuel) - Rai Radiotelevisione Italiana, NDR - Norddeutscher Rundfunk, ARTE GEIE
- Archives : Fondation Visconti – Ministère de la Culture (France) – La Scala (Milan)
- Pays d’origine :  Italie
- Langue originale : italien sous-titrée en anglais et français
- Format : vidéo Betacam - couleur et noir et blanc
- Genre : documentaire
- Durée : 55 minutes
- Date de sortie :  Italie 1999

## Participants
Dans l’ordre chronologique :
- Vittorio Gassman : acteur[6]
- Burt Lancaster : acteur américain[7]
- Carlo Lizzani : réalisateur et scénariste[8]
- Jean Marais : acteur français[9]
- Giuseppe De Santis : réalisateur[10]
- Franco Zeffirelli : scénariste[11]
- Massimo Girotti : acteur[12]
- Luigi Filippo D'Amico : réalisateur et scénariste[13]
- Francesco Rosi : réalisateur et scénariste[14]
- Claudio Forges Davanzati : directeur de production[15]
- Marcello Mastroianni : acteur[16]
- Suso Cecchi D'Amico : scénariste[17]
- Hans Werner Henze : compositeur[18]
- Franco Mannino :  compositeur et chef d’orchestre[19]
- Piero Tosi : costumier[20]
- Claudia Cardinale : actrice[21]
- Giuseppe Rotunno : directeur de la photographie [22]
- Silvana Mangano : actrice[23]
- Nathalie Bielfeldt : éditrice allemande[24]
- Enrico Medioli : scénariste[25]

## Extraits filmiques
Dans l’ordre chronologique :
- Senso 1954, avec Alida Valli
- Les Damnés (La caduta degli Dei) 1969, avec Helmut Berger
- La Terre tremble (La terra trema) 1948
- Les Amants diaboliques (Ossessione) 1943, avec Massimo Girotti et Clara Calamai
- Bellissima 1951, avec Anna Magnani
- Nuits blanches (Le notti bianche) 1957, avec M. Mastroanni, Maria Schell et Jean Marais
- Rocco et ses frères (Rocco e i suoi fratelli) 1960, Alain Delon
- Le Guépard (Il Gattopardo) 1963, avec Alain Delon
- Mort à Venise (Morte a Venezia) 1971
- Ludwig ou le Crépuscule des dieux (Ludwig) 1973, Helmut Berger
- Violence et Passion (Gruppo di famiglia in un interno) 1974, avec B. Lancaster, H. Berger